# شبکه شیبانی
شبکه شیبانی (انگلیسی: Sheibani Network) یک شبکه عراقی و یک گروه شورشی شیعه است که توسط ابومصطفی الشیبانی، از فرماندهان سابق شورای عالی انقلاب اسلامی گردان بدر عراق رهبری می‌شود. گفته می‌شود که این گروه توسط نیروی قدس سپاه پاسداران ایران برای تأمین گروه‌های ویژه عراقی مورد استفاده قرار می‌گیرد. ادعا می‌شود که این گروه مسئول حملات متعدد در عراق و نیروهای ائتلاف است. این شبکه دارای ۲۸۰ عضو می‌باشد که در ۱۷ واحد تقسیم شده‌است. فرماندهان ایالات متحده آمریکا تخمین می‌زنند که قاچاق سلاح‌های استفاده شده توسط این گروه در فوریه ۲۰۰۷، سبب مرگ ۱۷۰ و زخمی شدن ۶۰۰ سرباز آمریکایی بوده‌است گفته می‌شود ابومصطفی الشیبانی برای فرار از دستگیری به تهران فرار کرد و در حال حاضر نیز در آنجا ساکن است.

## تاریخچه
پس از حمله سال ۲۰۰۳ به عراق، ابومصطفی الشیبانی از فرماندهان سابق بدر، اقدام به راه اندازی یک شبکه تدارکات، سلاح و مالی خود با استفاده از ارتباط خود با سازمان بدر که او را تأمین می‌کردند، کرد. در ژانویه ۲۰۰۵ او توسط نیروی قدس برای تأمین ارتش مهدی مقتدی صدر (JAM) و همچنین گروه منشعب شده از آن، به رهبری قیس خزعلی، شبکه خزعلی، که بعداً به عصائب اهل الحق (AAH) منجر شد، به استخدام درآمد.

## فعالیت‌ها
شبکه شیبانی، از طریق مسیرهای قدیمی قاچاق بدر، مواد انفجاری نفوذکننده (EFPs)، دستگاه‌های انفجاری بهینه شده (IEDs)، راکت‌های ۱۰۷ میلیمتری، راکت‌های ۱۲۲ میلیمتری، راکت‌های کاتیوشا و انواع مختلف خمپاره‌ها را وارد عراق می‌کرد. آن‌ها همچنین خودشان بمب درست می‌کردند.
علاوه بر تسلیحات، این گروه همچنین اقدام به قاچاق پول برای گروه‌های ویژه از ایران به عراق کرده و همچنین اقدام به انتقال شبه نظامیان از گروه‌های دیگر از عراق به ایران و لبنان برای آموزش می‌کرد.
این گروه خودش نیز در فعالیت‌های شورشی شرکت داشت، این گروه متهم به قتل شش پلیس نظامی سلطنتی بریتانیا در ژوئن ۲۰۰۳ است که در یک بمب‌گذاری در مجر کبیر در استان میسان به قتل رسیدند. آن‌ها همچنین گفته می‌شود که مسؤل کارگذاشتن بمب کنارجاده ای که سه سرباز بریتانیایی در ژوئیه ۲۰۰۵ در العماره کشته شدند و حمله اوت ۲۰۰۵ علیه یک کاروان سفارت در بصره که سه تن از محافظان بریتانیایی کشته شدند، می‌باشند. در سپتامبر سال ۲۰۰۵ این گروه متهم است که مسؤل مرگ حداقل ۱۱ سرباز بریتانیایی هستند.
جنگنده‌های این گروه گفته می‌شود که توسط نیروی قدس و شبه نظامیان شیعه لبنان، حزب‌الله، آموزش دیده‌اند. آن‌ها همچنین متهم به مسؤل ترور فرماندهان پلیس محلی مخالف گروه‌های شیعه و سیاستمداران مخالف نفوذ ایران، مانند رئیس پلیس نجف، معاون فرماندار استان نجف و محمد الفریجی یک سرهنگ عراقی هستند.
فعالیت این گروه گفته می‌شود که در اواسط سال ۲۰۱۰ افزایش یافته و از نزدیک با گروه عصائب اهل الحق همکاری داشته‌اند.